# Gianluca Bezzina
Pour les articles homonymes, voir Bezzina.
Gianluca Bezzina, né le 9 novembre 1989 à Qrendi à Malte, est un médecin et chanteur maltais.

## Biographie

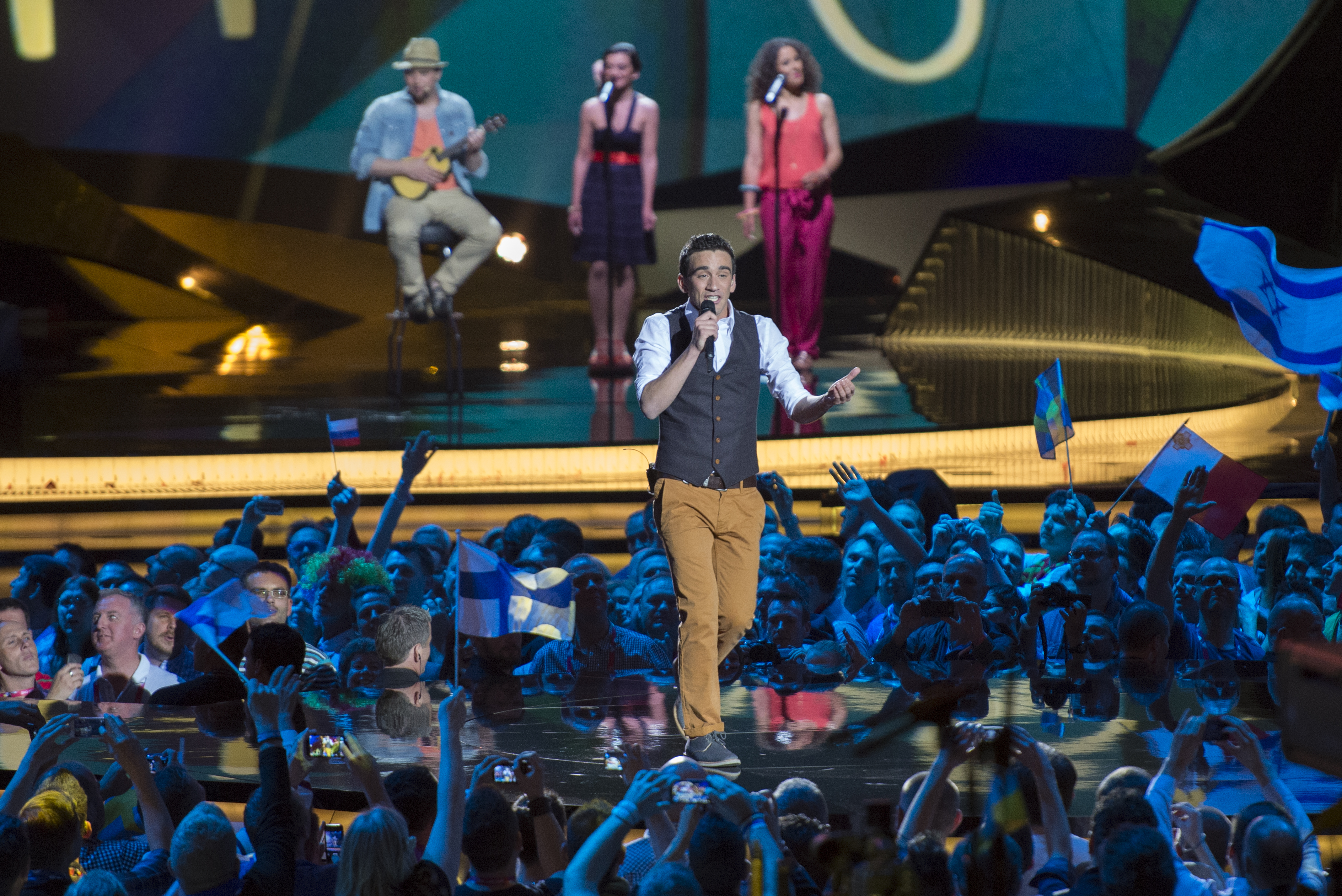
Gianluca Bezzina pendant sa performance au Concours Eurovision de la chanson 2013

Sa sœur, Dorothy Bezzina, est également chanteuse et s'est classée 15e lors de la finale nationale.
Le 2 février 2013, il est choisi lors d'une finale nationale pour représenter Malte au Concours Eurovision de la chanson 2013 à Malmö, en Suède avec la chanson Tomorrow (Demain).

## Discographie
Albums parus avec le groupe Funk Initiative.

### Singles
- Tomorrow (2013)

## Eurovision 2013
Lors de la finale, il termina à la 8e place avec un total de 120 points.